# 1705
1705 (MDCCV) — невисокосний рік. Епоха великих географічних відкриттів •  Перша наукова революція • Річ Посполита •  Запорозька Січ

## Геополітична ситуація
Османську імперію очолює Ахмед III (до 1730). Під владою османського султана перебувають Близький Схід та Єгипет, Середземноморське узбережжя Північної Африки, частина Закавказзя, значні території в Європі: Греція, Болгарія та Сербія. Васалами османів є Волощина та Молдова.
Священна Римська імперія — наймогутніша держава Європи. Її територія охоплює, крім німецьких земель, Угорщину з Хорватією, Трансильванію, Богемію, Північну Італію. Її імператор — Йосип I Габсбург (до 1711). Король Пруссії — Фрідріх I (до 1713).
На передові позиції в Європі вийшла Франція, на троні якої сидить король-Сонце Людовик XIV (до 1715). Франція має колонії в Північній Америці та Індії.
Триває Війна за іспанську спадщину. Королівству Іспанія належать Іспанські Нідерланди, південь Італії, Нова Іспанія, Нова Гранада та Нова Кастилія в Америці, Філіппіни. Королем Португалії є Педру II (до 1706). Португалія має володіння в Бразилії, в Африці, в Індії, в Індійському океані й Індонезії.
Північ Нідерландів займає Республіка Об'єднаних провінцій. Вона має колонії в Північній Америці, Індонезії, на Формозі та на Цейлоні. Королева Англії — Анна Стюарт (до 1714). Англія має колонії в Північній Америці, на Карибах та в Індії. Король Данії та Норвегії — Фредерік IV (до 1730), король Швеції — Карл XII (до 1718). На Апеннінському півострові незалежні Венеціанська республіка та Папська область. у Речі Посполитій два королі: Август II (до 1706), якого підтримують Саксонія і Московія, та Станіслав Лещинський, якого підтримує Швеція. У Московії царює Петро I (до 1725).
Україну розділено по Дніпру між Річчю Посполитою та Московією. Іван Мазепа є гетьманом на Лівобережжі під москоським протекторатом. На півдні України існує Запорозька Січ. Існують Кримське ханство, Ногайська орда.
В Ірані правлять Сефевіди.
Значними державами Індостану є Імперія Великих Моголів, в якій править Аурангзеб, Імперія Маратха. В Китаї править Династія Цін. В Японії триває період Едо.

## Події
Триває Війна за іспанську спадщину, в Європі також триває Велика Північна війна. Розгортаються події антигабсбурзького повстання угорців під проводом трансільванського князя Ференца Ракоці; основний осередок повстання був у Мукачеві.

### У світі
- Війна за іспанську спадщину.
  - Почалася облога Ніцци французькими військами.
- Велика Північна війна.
  - Шведи завдали поразки московитам під Ґемауертгофом
  - 31 липня шведи перемогли саксоців під Варшавою.
- В Астрахані починається повстання проти Петра I, придушене наступного року.[1]
- 5 травня Йосиф I вступив на престол Священної Римської імперії після смерті свого батька Леопольда I.
- Ференца Ракоці проголошено князем Угорщини.
- В Америці затверджено Virginia Slave Codes — ряд законів, що закріплювали статус рабів, привезених з Африки[2].
- Війська Великих моголів захопили сикхське місто Анандпур. Гуру Ґобінд Сінґх зумів утекти.

### В Україні
- Перша літописна згадка про Ровеньки — місто обласного підпорядкування у Луганській області.

### Наука та культура
- Едмонд Галлей публікує наукову працю Synopsis Astronomia Cometicae, у якій підсумовує дослідження руху комет та передрікає наступну появу комети Галле́я у 1758.
- Французький вчений Раймон Вйоссан (Raymond Vieussens) видає Novum vasorum corporis humani systema — класичну працю з кардіології
- Королева Анна надала Ісааку Ньютону титул лицаря-бакалавра.
- В Англії почалося спорудження Бленгеймського палацу.

## Народились
див. також Категорія:Народились 1705
- Климент XIV — 249-ий Папа римський.
- Дави́д Ґурамішві́лі — грузинський поет.
- 24 січня — Карло Фарінеллі, італійський оперний співак (сопрано).
- Святитель Йоасаф (Горленко) — український освітній та церковний діяч, письменник, єпископ Російської православної церкви.
- Павло Конюшкевич — православний святий, педагог, митрополит Тобольський і всього Сибіру.

## Померли
див. також Категорія:Померли 1705
- Леопольд I Габсбург — імператор Священної Римської імперії.
- Якоб Бернуллі — швейцарський математик, основоположник теорій варіаційного числення і диференційних рівнянь.
- Імре Текелі — угорський політичний та військовий діяч.
- Чжу Да — китайський художник, каліграф часів династії Цін.
- Лука Джордано — талановитий художник доби бароко.